# Фінал Світового туру ATP 2011
ATP World Tour Finals 2011 — тенісний турнір, що проходив на кортах з твердим покриттям у Лондоні, Велика Британія з 21 листопада.

## Фінальна частина

### Одиночний розряд
Роджер Федерер —  Жо-Вілфрід Тсонга 6–3, 6–7(6–8), 6–3

### Парний розряд
Максим Мирний /  Деніел Нестор —  Маріуш Фирстенберг /  Марцин Матковський 7–5, 6–3